# مركز كريستوفر سي. كرافت جونيور للتحكم بالمهمات

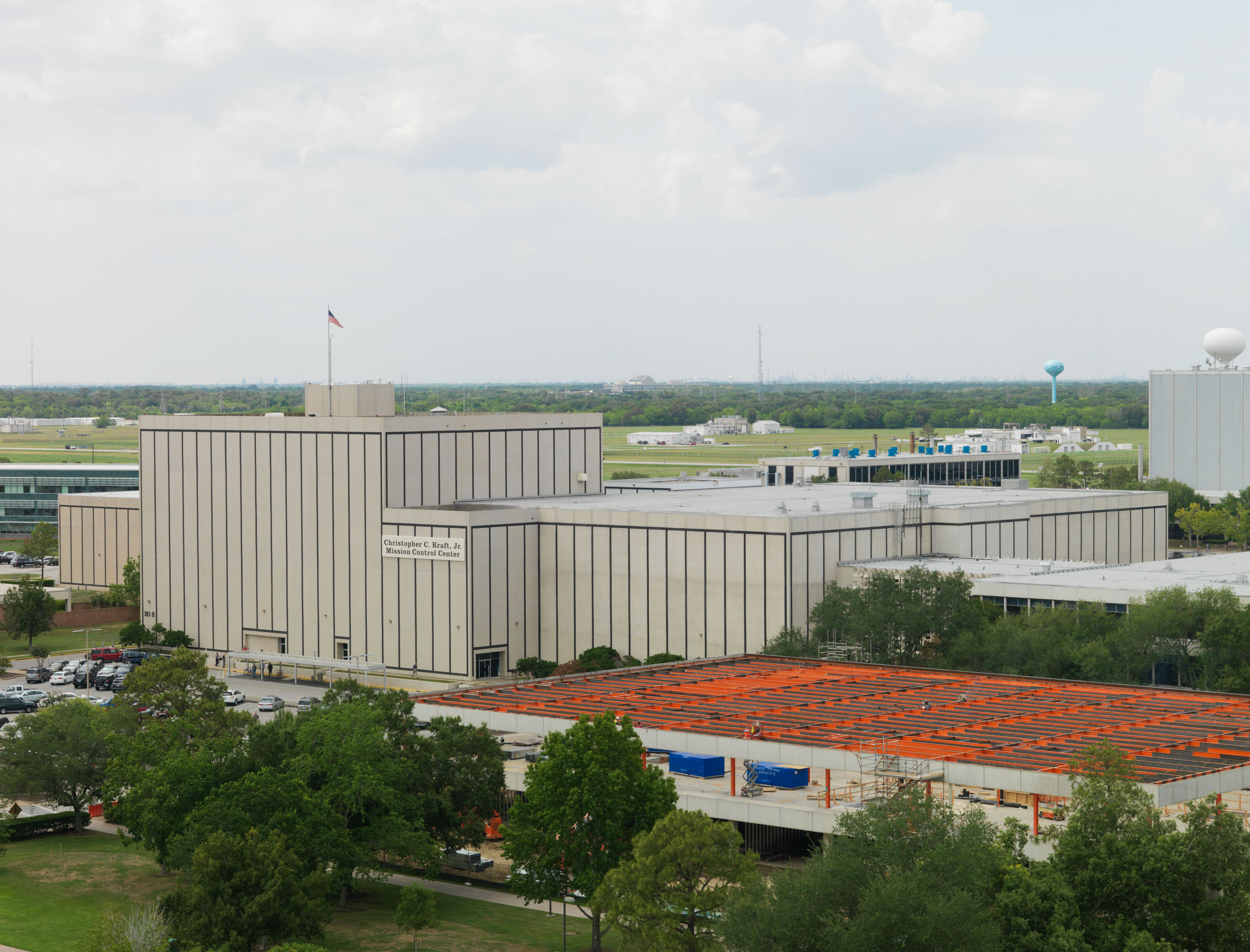

مركز كريستوفر سي. كرافت جونيور للتحكم بالمهمات (الذي أُطلق عليه في البداية اسم المركز المدمج للتحكم بالمهمات)، المعروف عن طريق إشارة النداء الإذاعي باسم مركز «هيوستن»، هو مرفق في مركز «ليندون بي. جونسون» للفضاء في هيوستن، تكساس، الذي يدير التحكم بالمهمات الفضائية في برنامج الفضاء البشري الأمريكي، والذي يضم حاليًا رواد فضاء على متن محطة الفضاء الدولية (آي إس إس). يقع المركز في المبنى 30 في مركز جونسون للفضاء، ويحمل اسم «كريستوفر سي. كرافت جونيور»، مهندس ومدير في وكالة ناسا كان له دور أساسي في إنشاء مركز التحكم بالمهمات الفضائية الخاص بناسا، وكان أول مدير طيران في المركز.
يضم مركز إم سي سي حاليًا غرفة تحكم تشغيلية واحدة في المبنى 30 حيث يقوم مراقبوا الطيران بقيادة ومراقبة وتخطيط عمليات آي إس إس. تحتوي هذه الغرفة على العديد من الحواسيب وأجهزة معالجة البيانات لمراقبة المحطة وإدارتها والتواصل معها. تعمل غرفة التحكم بـ آي إس إس بشكل مستمر. يمكن إنشاء غرفة تحكم ثانية في نفس المبنى، التي استضافت سابقًا فريق التحكم بمهمات المكوك الفضائي، لعمليات آي إس إس إذا دعت الحاجة (على سبيل المثال، أثناء إجراء الإصلاحات أو ترقيات الأجهزة في الغرفة الرئيسية)، وتستضيف أيضًا عمليات المحاكاة التدريبية.
في حالة عدم توفر إم سي سي إتش بسبب حدوث إعصار أو حدث آخر غير متوقع، يمكن لناسا الانتقال بسرعة إلى مركز تحكم احتياطي مؤقت (بي سي سي) في فندق في راوند روك، تكساس، على بعد حوالي 4 ساعات، أو مركز آخر أكثر جاهزية ولكن أبعد في مركز هانتسفيل لدعم العمليات (إتش أوه إس سي) في مركز «مارشال» لرحلات الفضاء للتحكم بعمليات آي إس إس. (يجري التحكم بالأقمار الصناعية المدنية الأمريكية غير المأهولة من مركز «جودارد» لرحلات الفضاء في ولاية ماريلاند، بينما يدير مختبر الدفع النفاث في كاليفورنيا المسابير الفضائية الآلية الأمريكية). في عام 2008 خلال إعصار «آيك»، قامت ناسا بتفعيل مركزي التحكم الاحتياطيين للقيام بمهام محددة.

## رأس كانافيرال
جرى التحكم في جميع مهام «ميركوري ريدستون»، ومهام «ميركوري أطلس»، ومهام «جمناي» 1 و2 غير المأهولة وجمناي 3 المأهولة من خلال مركز التحكم في المهمات (الذي سُمي مركز ميركوري للتحكم في المهمات حتى عام 1963) في مرفق اختبار الصواريخ في رأس كانافيرال، فلوريدا. كان هذا المرفق في مبنى الدعم الهندسي في الطرف الشرقي من طريق مركز التحكم، على بعد نحو 0.5 ميل (0.8 كيلومتر) شرق طريق «فيليبس باركواي». أُطلِقت مهام ميركوري وجمناي من حجرتين منفصلتين في رأس كانافيرال.
هُدم المبنى، الذي كان مُسجلًا في السجل الوطني للأماكن التاريخية، في مايو 2010 بسبب مخاوف بشأن معدن الأسبست السام وتكلفة الإصلاحات المُقدرة بـ 5 ملايين دولار بعد تعرض المبنى للهواء الملحي طوال 40 عامًا. بعد أن كان المبنى موقع جذب خلال زيارات مجمع زوار مركز «كنيدي» للفضاء، في أواخر التسعينات، أُزيلت وحدات التحكم وجرى تجديدها ونقلها إلى غرفة جديدةٍ تحاكي الغرفة القديمة في مركز «دبيس» في مجمع زوار مركز كنيدي للفضاء.

## هيوستن (1965 حتى الآن)

### جمناي وأبولو (1965 إلى 1975)
يقع مركز هيوستن إم سي سي في المبنى 30 في مركز جونسون للفضاء (المعروف باسم مركز المركبات الفضائية المأهولة حتى عام 1973)، وقد استُخدم لأول مرة في يونيو 1965 خلال مهمة جمناي 4. يضم غرفتين أساسيتين تُعرفان باسم غرفتي التحكم في العمليات (إم أوه سي آر، تُنطق «موكير»). من خلال الغرفتين، جرى التحكم بجميع رحلات جمناي و«أبولو» و«سكاي لاب» والمكوك الفضائي حتى عام 1998. تألفت كل غرفة من مدرج من أربع طبقات، تهيمن على واجهتها خريطة كبيرة، والتي عرضت، باستثناء رحلات أبولو القمرية، خريطة للأرض على شكل إسقاط «مركتاور»، مع مواقع محطات التتبع، ومسار لثلاث مدرات على شكل موجة جيبية للمركبات الفضائية أثناء طيرانها. كان لكل طبقة في غرفة موكير مهمة متخصصة، وموظفي تحكم مسؤولين عن نظام معين في المركبات الفضائية.
استُخدمت موكير 1، الموجودة في الطابق الثاني من المبنى 30، خلال مهمات أبولو 5 و7 وسكاي لاب ومشروع «أبولو سويوز» (ساتورن 1 بي).

### غرفة التحكم بالعمليات 2 (موكير 2)
استُخدمت غرفة موكير 2 خلال جميع رحلات جمناي وأبولو (ساتورن 5) الأخرى (باستثناء جمناي 3) وكانت تقع في الطابق الثالث. باعتبارها غرفة التحكم في طيران خلال مهمة أبولو 11، أول مهمة هبوط مأهول على سطح القمر، اعتُبرت موكير 2 معلمًا تاريخيًا وطنيًا عام 1985. استُخدمت آخر مرة في عام 1992 للتحكم بمهمة «إس تي إس 53» وتم تحويلها بالكامل لاحقًا إلى شكلها خلال فترة مهمات أبولو وحُفظت لأغراض تاريخية. جنبًا إلى جنب مع العديد من مرافق الدعم، فهي مُدرجة اليوم في السجل الوطني للأماكن التاريخية باسم «مركز التحكم في مهمات أبولو».  في يناير 2018، اُزيلت أول مجموعة من وحدات التحكم في موكير 2 وأُرسلت إلى متحف «كوزموسفير» في كانساس لتنظيف الأرشيفات وتجديدها وترميمها كما كانت في فترة مهمات أبولو، لعرضها النهائي في غرفة التحكم مرة أخرى. في 1 يوليو 2019، أُعيد فتح غرفة التحكم المُرممة حديثًا الخاصة بمهمات أبولو للعامة، بعد جهد طويل استمر لعامين لإعادة الغرفة إلى شكلها كما كان خلال مهمات أبولو للهبوط على القمر. جرى الحفاظ على بعض العلامات المميزة لتلك الفترة، من علب ومنافض السجائر إلى ورق الحائط والسجاد. يمكن الوصول إلى الغرفة خلال جولة في مركز زوار هيوستن للفضاء القريب، لكن يمكن رؤيتها فقط من خلف الزجاج في غرفة المعرض الخاصة بالزوار المُعاد ترميمها.
في يوليو 2010، أُعيد لأول مرة مزامنة ونشر التسجيلات الصوتية الأرضية الجوية ولقطات الفيديو التي صُورت في مركز التحكم أثناء نزول وهبوط أبولو 11 على سطح القمر. استخدمت هذه التسجيلات الصوتية لإنشاء عرض تقديمي سمعي بصري لتحديث مركز التحكم عام 2019.

### مكوك الفضاء (1981 حتى 2011)
عندما بدأ برنامج مكوك الفضاء، أعيد تعيين غرفتي موكير لتصبح غرفتي التحكم في الطيران (إس سي آر، تُنطق «فيكر»)؛ وأصبحت فيكر 1 (سابقًا موكير 1) أول غرفة تحكم بالمكوك. استُخدمت فيكر 2 في الغالب لرحلات المكوك السرية التابعة لوزارة الدفاع، ثم أعيد تشكيلها كما كانت في عصر أبولو. منذ لحظة انطلاق مكوك فضائي من فلوريدا حتى هبوطه على سطح الأرض، كان يجري مراقبته في مركز التحكم. أثناء المهمات المكوكية، كان موظفوا غرفة التحكم يعملون على مدار الساعة، عادةً في ثلاث نوبات.
في عام 1992، بدأ مركز «جونسون» للفضاء (جي إس سي) بناء ملحق للمبنى 30. بدأ تشغيل القسم الجديد المُكون من خمسة طوابق (30 جنوبًا) في عام 1998 ويضم غرفتين للتحكم في الطيران، تُعرفان باسم الغرفة البيضاء والزرقاء. استُخدمت فيكر البيضاء جنبًا إلى جنب مع فيكر 2 خلال سبع مهام مكوكية، من إس تي إس 70 حتى إس تي إس 76، بالإضافة لجميع الرحلات المكوكية التالية حتى نهاية البرنامج. عندما لم تعد تُستخدم للتحكم ببرنامج المكوك الفضائي، أُعيد تجهيز فيكر البيضاء كغرفة احتياطية حسب الحاجة لفيكر آي إس إس (على سبيل المثال، خلال فترات البناء أو الترقيات في فيكر آي إس إس).